# Podgorica (Dobrepolje)
Podgorica (Duits: Pudgoritz in der Unterkrain) is een plaats in Slovenië en maakt deel uit van de gemeente Dobrepolje in de NUTS-3-regio Osrednjeslovenska. De plaats telde 68 inwoners op 1 januari 2020.

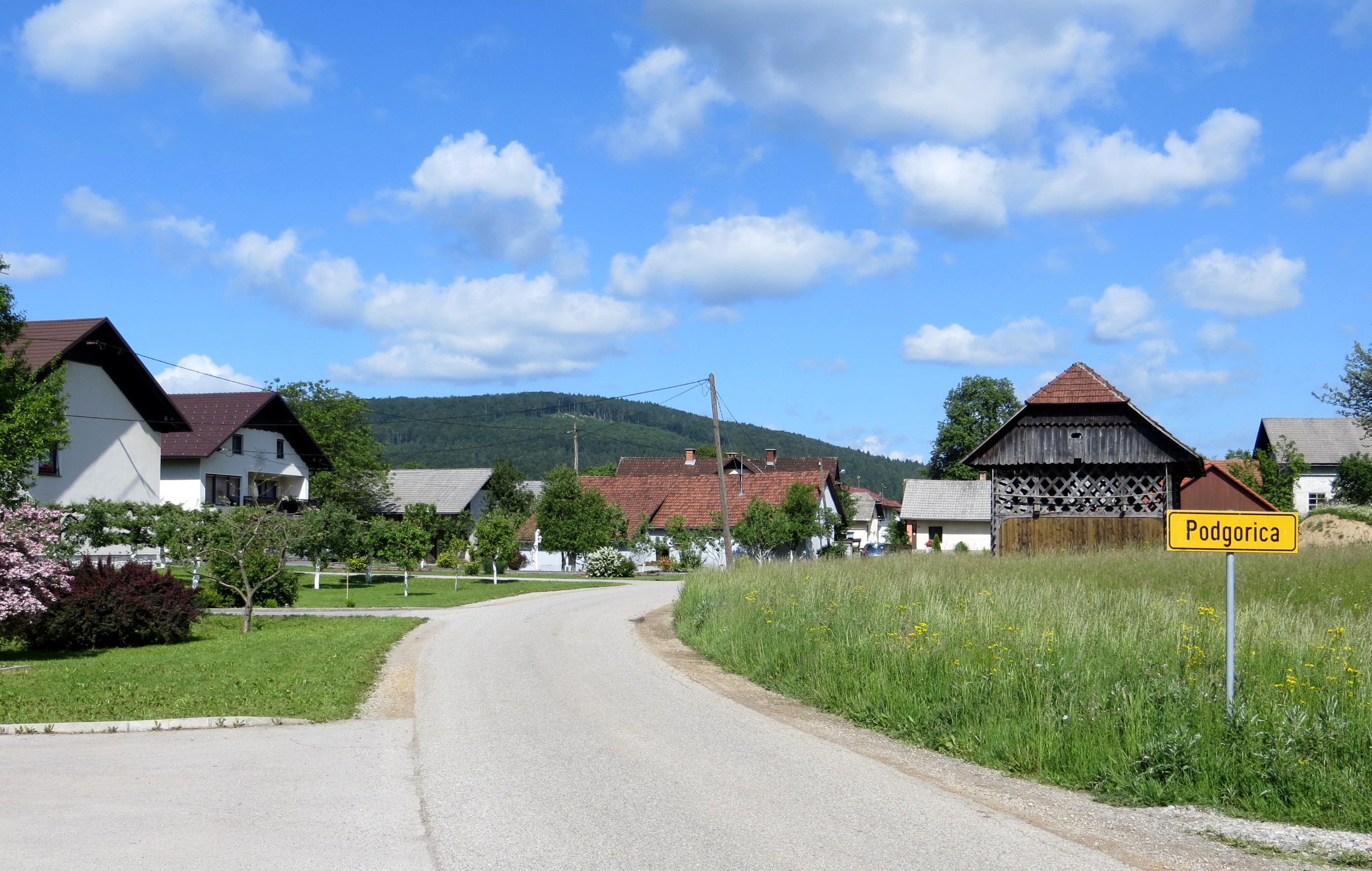
Podgorica
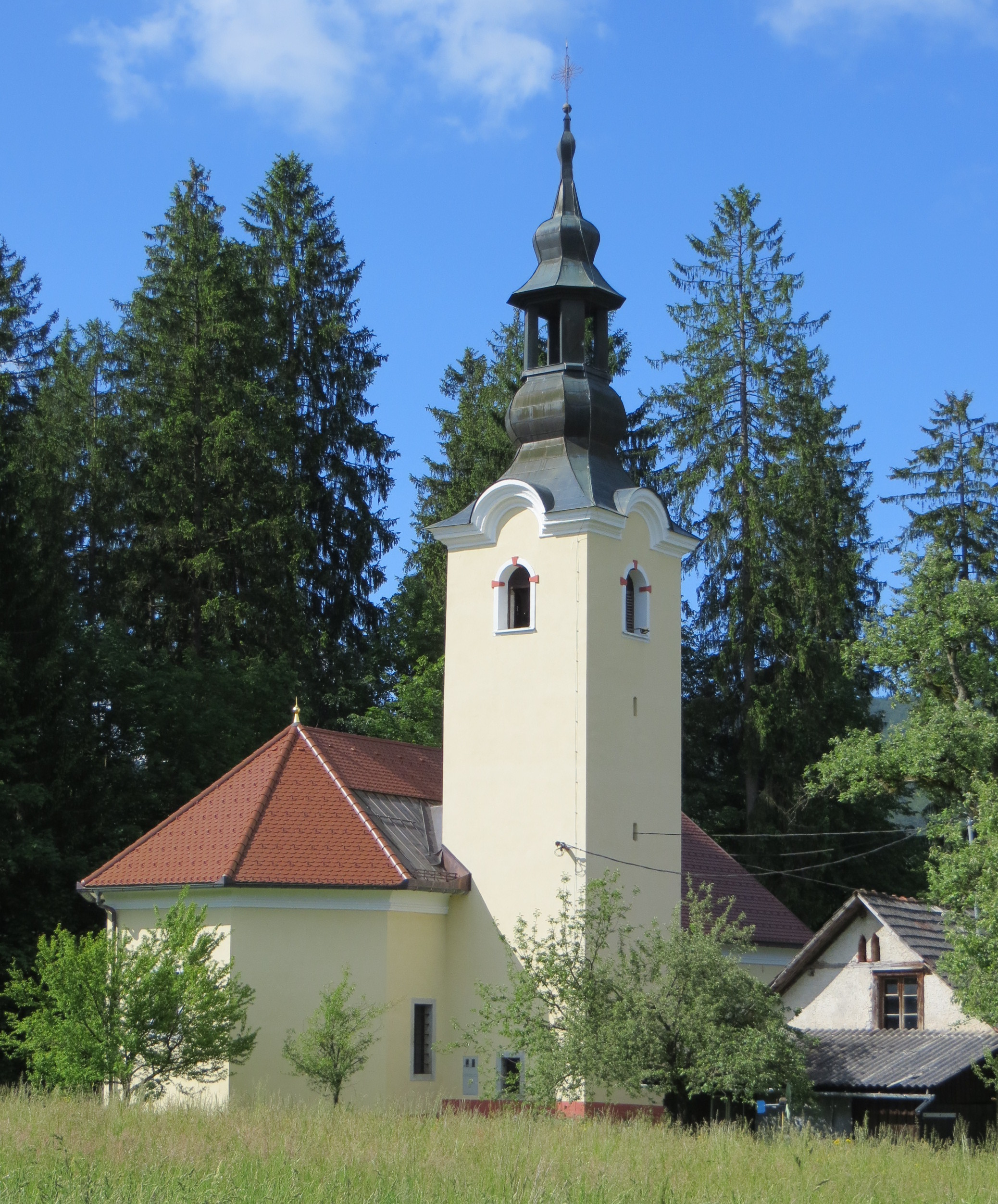
Kerk van Podgorica